# 強龍屬
強龍屬（屬名：Thespesius）意為「不可思議的個體」，是鴨嘴龍科恐龍的一個疑名，化石只有兩個尾椎與一個趾骨，發現於南達科他州的蘭斯組，年代起初被認為是中新世，現在被認為是上白堊紀的晚馬斯垂克階。
在1855年，地質學家Ferdinand Vandiveer Hayden將他發現的一些化石，寄給在費城的古生物學家約瑟夫·萊迪（Joseph Leidy）。這些化石發現於內布拉斯加領地（現在的南達科他州），包含兩節尾椎、一個趾骨。在1856年，約瑟夫·萊迪將這三個化石命名為西方強龍（Thespesius occidentalis），屬名在古希臘文意為「不可思議的」，意指這些化石的巨大體型。種名在拉丁文意指「西方的」。由於Hayden宣稱化石發現於第三紀中新世的地層，化石有可能來自於哺乳類，萊迪在命名時沒有使用常見的恐龍字根"saurus"，但萊迪認為這些化石屬於某種恐龍。

## 分類

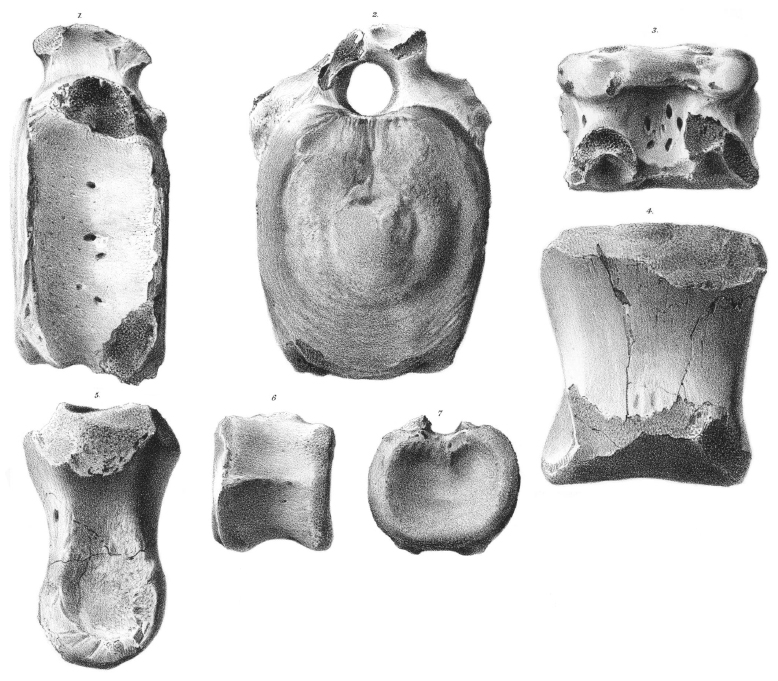
強龍的化石

如同被約瑟夫·萊迪（Joseph Leidy）命名的糙齒龍，牠們擁有非常複雜的分類歷史，但被現代恐龍古生物學家所廢除。
目前有兩個種是從強龍屬所獨立出來的：薩克其萬強龍（T. saskatchewanensis）目前被認為是薩斯喀徹溫埃德蒙頓龍、埃德蒙頓強龍（T. edmontoni）目前被認為跟埃德蒙頓龍的Edmontosaurus annectens是同一種動物。以上兩個種曾被分類於鴨龍長達多年。